# Lehriönjärvi
Lehriönjärvi är en sjö i kommunen Ruovesi i landskapet Birkaland i Finland. Sjön ligger 96 meter över havet. Arean är 57 hektar och strandlinjen är 4,81 kilometer lång. Sjön  ingår i Kumo älvs huvudavrinningsområde.   Den ligger omkring 50 km norr om Tammerfors och omkring 200 km norr om Helsingfors. 
Den ligger väster om Jäminginselkä.